# Плоскость Лапласа

Иллюстрация плоскости Лапласа небесного тела (показана серым) как усреднённой по времени орбитальной плоскости

Плоскость Лапласа, местная плоскость Лапласа — плоскость, в которой происходит прецессия узла орбиты спутника планеты.
Применение плоскости Лапласа является типичным для описания орбит спутников планет-гигантов, находящихся в близости от планеты и возмущаемых главным образом Солнцем и гармониками гравитационного поля планеты. Под влиянием Солнца и сжатия планеты оскулирующая эллиптическая орбита спутника перемещается в пространстве так, что её наклон к некоторой неизменяемой плоскости остаётся почти постоянным. Эта неизменяемая плоскость проходит через линию пересечения плоскости экватора и плоскости орбиты планеты и расположена между ними. Узел орбиты спутника на неизменяемой плоскости — плоскости Лапласа — движется почти равномерно. Угол между неизменяемой плоскостью и плоскостями экватора и орбиты планеты зависит от сжатия планеты и силы притяжения Солнца. Если влияние сжатия значительно превосходит влияние Солнца, то плоскость Лапласа почти совпадает с экватором планеты. Это имеет место для близких спутников Юпитера. Если влияние Солнца значительно превосходит возмущающее действие сжатия планеты, как, например, у Луны, то неизменяемая плоскость Лапласа почти совпадает с плоскостью орбиты планеты.